# Янчак Вадим Ігорович
Вади́м І́горович Янча́к (нар. 7 лютого 1999, Самбір, Україна) — український футболіст, правий півзахисник «Олександрії».

## Клубна кар'єра

### ПФК «Львів»
Народився в Самборі. На юнацькому рівні виступав за костопільський КОЛІПС Штурм. У 2014 році потрапив до клубної системи ФК «Львів», за юнацьку команду якої виступав до 2016 року. У сезоні 2016/17 років львів'яни повернулися до загальноукраїнських футбольних змагань, заявившись до аматорського чемпіонату. Вадим того сезону відіграв в аматорському чемпіонаті 17 матчів. На професіональному рівні дебютував 19 серпня 2017 року в нічийному (1:1) домашньому поєдинку 7-о туру групи А Другої ліги проти вінницької «Ниви». Янчак вийшов на поле на 46-й хвилині, замінивши Анатолія Кучинського. У сезоні 2017/18 років зіграв 16 матчів у Другій лізі, ще 3 поєдинки (1 гол) провів у кубку України. 13 липня 2018 року Вадим підписав новий 3-річний контракт з ФК «Львів». У Прем'єр-лізі дебютував 4 серпня 2018 року в програному (0:1) виїзному поєдинку 3-о туру проти полтавської «Ворскли». Вадим вийшов на поле на 67-й хвилині, замінивши Панамбі.

### Словаччина
На початку квітня 2019 року перейшов у словацький «Локомотив». У футболці кошицького клубу дебютував 14 березня 2019 року в переможному (3:1) виїзному поєдинку 23-о туру Другої ліги проти «Жиліни II». Янчак вийшов на поле в стартовому складі та відіграв увесь матч. Єдиним голом у складі «Локомотива» відзначився 28 квітня 2019 року на 2-й хвилині переможного (5:0) домашнього поєдинку 26-го туру Другої ліги проти братиславського «Інтера». Вадим вийшов на поле в стартовому складі, на 22-й хвилині отримав жовту картку, а на 58-й хвилині його замінив Велвес. У складі кошицького клубу зіграв 4 матчі, в яких відзначився 1 голом.
Наприкінці червня 2019 року відправився на перегляд у «Динамо». 28 червня 2019 року зіграв у програному (1:2) товариському матчі проти житомирського «Полісся». Янчак вийшов на поле на 51-й хвилині. Проте столичному гранду не підійшов, після чого повернувся до Словаччини. 16 серпня 2019 року вільним агентом підсилив інший словацький клуб, «Попрад». У складі нового клубу дебютував 17 серпня 2019 року в переможному (2:0) виїзному поєдинку 5-о туру Другої ліги Словаччини проти «Ліптовського Мікулаша». Янчак вийшов на поле на 61-й хвилині, замінивши Тібора Слебодніка. У складі «Попрада» зіграв 13 матчів у Другій лізі, ще 3 матчі провів у національному кубку. Єдиним голом у складі «Попрада» відзначився 25 вересня 2019 року на 76-й хвилині переможного (3:0) виїзного поєдинку кубку Словаччини проти «Списького Подградє». Вадим вийшов на поле в стартовому складі та відіграв увесь матч.

### «Олександрія»
8 вересня 2020 року підписав 3-річний контракт з «Олександрією». 

## Кар'єра в збірній
12 листопада 2018 року головний тренер молодіжної збірної України Олександр Головко викликав Вадима на тренувальний збір. Дебютував за українську «молодіжку» 16 листопада 2018 року в нічийному (3:3) товариському домашньому поєдинку проти молодіжної збірної Грузії. Янчак вийшов на поле на 46-й хвилині, замінивши Дмитра Топалова, а на 58-й хвилині Вадим відзначився голом.
У футболці юнацької збірної України (U-20) дебютував 21 березня 2019 року в переможному (1:0) виїзному товариському матчі проти юнацької збірної Південної кореї (U-20). Янчак вийшов на поле на 63-й хвилині, замінивши Владислава Вакулу. До початку молодіжного чемпіонату світу 2019 року зіграв у 2-ох товариських матчах юнацької збірної. 7 травня 2019 року Олександр Петраков викликав футболіста на тренувальний збір юнацької збірної України (U-20) напередодні старту молодіжного чемпіонату світу. Проте на турнірі Вадим так і не зіграв.